# ألونزو بي. كوك
ألونزو بي. كوك (بالإنجليزية: Alonzo B. Cook)‏ هو سياسي أمريكي، ولد في 31 يوليو 1866. حزبياً، نشط في الحزب الجمهوري.